# قطعنامه ۱۲۶۸ شورای امنیت
قطعنامه ۱۲۶۸ شورای امنیت سازمان ملل متحد که در تاریخ ۱۵ اکتبر ۱۹۹۹ تصویب شد، سندی بین‌المللی دربارهٔ بررسی وضعیت در آنگولا است. این قطعنامه طی نشست ۴۰۵۲ام با ۱۵ رای موافق، ۰ مخالف و ۰ ممتنع تصویب شد.